# Ivan Ivković Ivandekić (filmaš i fotograf)
Ivan Ivković Ivandekić je nagrađivani bački hrvatski amaterski filmaš i fotograf iz Bajmaka, iz zajednice vojvođanskih Hrvata. Teme i motive su mu iz tradicije i običaje bunjevačkih Hrvata koje obrađuje autoportretski te iz zavičajnih krajolika.

## Film
Snima kratkih igranih i dokumentarnih filmova. Tema njegovih filmskih uradaka je uobičajeno čuvanje tradicije Hrvata u Vojvodini. Do kolovoza 2012. je 10 filmova.
Snimanju filmova prethodilo mu je fotografiranje. Fotografirao je stvari koje nestaju, poput salaša, običaja i lijepih cura obučenih u nošnju. Redatelj Branko Ištvančić primijetio je da ga ga te fotografije podsjećaju na kadrove iz filmova i taj ga je komentar potakao snimati filmove. Uz pomoć Zvonimira Sudarevića snimljeni su prvi Ivanovi filmovi. Drugi je filmski serijal ostvario suradnjom sa snimateljem i montažerom Vedranom Kuntićem. Rad je Ivkovića Ivandekića ispočetka bio dokumentaristički, a od nešto poslije se zanima za kratke filmove s ljubavnom tematikom.
Filmom Steščano vrime sudjelovao je na Reviji amaterskog filma 2008. u Zagrebu u programu RAF preporučuje.
Na festivalu amaterskog filma Žisel u Omoljici od 2005. do 2008. osvojio je nekoliko nagrada. Najveće nagrade su Grand Prix te prvu nagradu festivala. Prvu nagradu na festivalu Žisel dobio je za djelo Zbogom bili salaši.
Ukupno je snimio šest kratkih filmova od 2003. do 2007. godine: Klapim, Bubuš, Kanikula, Jazz pod dudom, Molitva za Magdalenu i Steščano vrime. Od 2006. do 2009. godine snimio je devet kratkih filmova: Zlatne papuče, Zvečke u srcu, Mekane sare, Klapljenja tavankucki klapljenja, Dužijanca u pisku, U magli klapljenja, Od svirke do pera (Od pera do svirke), Ivanova Klapljenja i Zbogom bili salaši.

## Fotografija
Autor je fotomonografije Klapim.

## Knjige
2015. objavio je knjigu Moja Luca, izbor tekstova s njegova facebook profila objavljivanih u posljednjih šest godina.

## Nagrade
Nagrade koje je osvojio Ivan Ivković Ivandekić i njegovi filmovi koji su dobili nagrade:
- Grand Prix na Međunarodnom festivalu amaterskog filma «ŽISEL» u Omoljici 2004. za film Klapim
- nagrada za najbolju režiju na Međunarodnom festivalu amaterskog filma «ŽISEL» u Omoljici 2004. za film Klapim
- nagrada za najbolji scenarij na Međunarodnom festivalu amaterskog filma «ŽISEL» u Omoljici 2004. za film Klapim
- nagrada za najbolju montažu na Međunarodnom festivalu amaterskog filma «ŽISEL» u Omoljici 2004. za film Klapim
- nagrada za najbolju glavnu žensku ulogu na Međunarodnom festivalu amaterskog filma «ŽISEL» u Omoljici 2004. za film Klapim
- nagrada za najbolju kameru na Međunarodnom festivalu amaterskog filma «ŽISEL» u Omoljici 2005. za film Bubuš
- nagrada za najbolju glavnu žensku ulogu na Međunarodnom festivalu amaterskog filma «ŽISEL» u Omoljici 2005. za film Bubuš
- nagrada za najbolju sporednu mušku ulogu na Festivalu kratkog filma u Dugom Selu 2005. za film Bubuš
- nagrada za najbolju žensku ulogu na Međunarodnom festivalu amaterskog filma «ŽISEL» u Omoljici 2006. za film Kanikula
- prva nagrada na Međunarodnom festivalu amaterskog filma «ŽISEL» u Omoljici 2006. za film Zbogom bili salaši